# جون شیمانوکی
جون شیمانوکی (انگلیسی: Jun Shimanuki؛ زادهٔ ۷ اوت ۱۹۸۸) بازیکن فوتبال اهل ژاپن است.